# Абаев, Юрий Маирбекович
Юрий Маирбекович Абаев (позывной — «Буйвол», род. 11 декабря 1990) — российский военнослужащий, гвардии подполковник, заместитель командира 70-го гвардейского мотострелкового полка. Герой Российской Федерации (2024). Министр труда и социального развития Северной Осетии с 6 мая 2025 года.

## Биография
В 2007 году окончил Северо-Кавказское суворовское военное училище во Владикавказе. С 2013 года обучался в Московском высшем общевойсковом командном училище, по окончании которого служил на Дальнем Востоке и в Чеченской Республике. С июля 2021 года участвовал в военной операции в Сирии. С марта 2022 года — в российском нападении на Украину. Возглавлял первый батальон 71-го гвардейского мотострелкового полка, затем назначен заместителем командира 70-го гвардейского мотострелкового полка.
Указом президента Российской Федерации («закрытым») удостоен звания Героя Российской Федерации за «мужество и героизм, проявленные при исполнении воинского долга».
6 мая 2025 года назначен на должность министра труда и социального развития Северной Осетии.

## Уголовное преследование за рубежом
Главное управление разведки МО Украины подозревает Абаева в совершении военного преступления: соучастие в расстреле четырёх украинских военнопленных под Работино Запорожской области Украины в мае 2024 года.

## Награды
- Медаль Суворова
- Медаль «Во славу Осетии» — Указом № 267 Главы Республики Северная Осетия — Алания Сергея Ивановича Меняйло от 23 августа 2023 за «доблестную службу, храбрость, стойкость и сдерживание наступления у н.п. Работино»[10].
- Орден «Уацамонга» (25 апреля 2024 года, Южная Осетия) — за мужество и героизм, проявленные при исполнении воинского долга[11].